# Squash-Mannschaftsweltmeisterschaft 1981
Die 8. Mannschafts-Weltmeisterschaft der Herren (englisch 1981 Men's World Team Squash Championships) fand vom 24. September bis 3. Oktober 1981 in Stockholm (Hauptrunde) und weiteren Städten (Vorrunde) Schwedens statt. Insgesamt nahmen 20 Mannschaften teil, was einen neuen Teilnehmerrekord bedeutete. Mit England, Schottland, Finnland, Simbabwe, Singapur, Frankreich, Norwegen, Monaco, der Niederlande und der Bundesrepublik Deutschland gaben insgesamt zehn Mannschaften ihr Debüt bei einer Weltmeisterschaft.
Titelverteidiger war das Vereinigte Königreich, das als solches jedoch nicht mehr bei Weltmeisterschaften antrat. Stattdessen traten mit England und Schottland zwei eigenständige Mannschaften an. Die Schotten belegten am Ende Rang acht, während England im Spiel um Platz drei gegen die Föderation Arabischer Republiken unterlag. Weltmeister wurde nach 1977 zum zweiten Mal  Pakistan, das im Endspiel Australien mit 3:0 besiegte. Die Mannschaft der Bundesrepublik Deutschland belegte bei ihrem Debüt den 16. Platz.

## Modus
Die teilnehmenden Mannschaften traten in vier Gruppen an. Innerhalb der Gruppe wurde im Round Robin-Modus gespielt, die Mannschaften wurden gemäß ihrer Gruppenplatzierung in die Finalspiele eingeteilt. Alle Plätze wurden ausgespielt.
Alle Mannschaften bestanden aus mindestens drei und höchstens vier Spielern, die in der Reihenfolge ihrer Spielstärke gemeldet werden mussten. Pro Begegnung wurden drei Einzelpartien bestritten. Eine Mannschaft hatte gewonnen, wenn ihre Spieler zwei der Einzelpartien gewinnen konnten. Die Spielreihenfolge der einzelnen Partien war unabhängig von der Meldereihenfolge der Spieler.

## Ergebnisse

### Vorrunde

#### Gruppe A
| Rang | Land               | Sp. | S | N | Sp.-Diff. | Punkte |
| ---- | ------------------ | --- | - | - | --------- | ------ |
| 1    | Pakistan           | 3   | 3 | 0 | 9:0       | 6      |
| 2    | Vereinigte Staaten | 3   | 2 | 1 | 4:5       | 4      |
| 3    | Kanada             | 3   | 1 | 2 | 4:5       | 2      |
| 4    | Singapur           | 3   | 0 | 3 | 1:8       | 0      |

| Pakistan           | – | Vereinigte Staaten | 3:0 |
| Pakistan           | – | Kanada             | 3:0 |
| Pakistan           | – | Singapur           | 3:0 |
| Vereinigte Staaten | – | Kanada             | 2:1 |
| Vereinigte Staaten | – | Singapur           | 2:1 |
| Kanada             | – | Singapur           | 3:0 |

#### Gruppe B
| Rang | Land           | Sp. | S | N | Sp.-Diff. | Punkte |
| ---- | -------------- | --- | - | - | --------- | ------ |
| 1    | Ägypten        | 4   | 4 | 0 | 11:1      | 8      |
| 2    | England        | 4   | 3 | 1 | 10:2      | 6      |
| 3    | Nigeria        | 4   | 2 | 2 | 4:8       | 4      |
| 4    | BR Deutschland | 4   | 1 | 3 | 3:9       | 2      |
| 5    | Kuwait         | 4   | 0 | 4 | 2:10      | 0      |

| F. A. R. | – | England        | 2:1 |
| F. A. R. | – | Nigeria        | 3:0 |
| F. A. R. | – | BR Deutschland | 3:0 |
| F. A. R. | – | Kuwait         | 3:0 |
| England  | – | Nigeria        | 3:0 |

| England        | – | BR Deutschland | 3:0 |
| England        | – | Kuwait         | 3:0 |
| Nigeria        | – | BR Deutschland | 2:1 |
| Nigeria        | – | Kuwait         | 2:1 |
| BR Deutschland | – | Kuwait         | 2:1 |

#### Gruppe C
| Rang | Land        | Sp. | S | N | Sp.-Diff. | Punkte |
| ---- | ----------- | --- | - | - | --------- | ------ |
| 1    | Neuseeland  | 5   | 5 | 0 | 13:2      | 10     |
| 2    | Schweden    | 5   | 4 | 1 | 13:2      | 8      |
| 3    | Finnland    | 5   | 3 | 2 | 8:7       | 6      |
| 4    | Niederlande | 5   | 2 | 3 | 8:7       | 4      |
| 5    | Frankreich  | 5   | 1 | 4 | 3:12      | 2      |
| 6    | Norwegen    | 5   | 0 | 5 | 0:15      | 0      |

| Neuseeland | – | Schweden    | 2:1 |
| Neuseeland | – | Finnland    | 3:0 |
| Neuseeland | – | Niederlande | 2:1 |
| Neuseeland | – | Frankreich  | 3:0 |
| Neuseeland | – | Norwegen    | 3:0 |

| Schweden | – | Finnland    | 3:0 |
| Schweden | – | Niederlande | 3:0 |
| Schweden | – | Frankreich  | 3:0 |
| Schweden | – | Norwegen    | 3:0 |
| Finnland | – | Niederlande | 2:1 |

| Finnland    | – | Frankreich | 3:0 |
| Finnland    | – | Norwegen   | 3:0 |
| Niederlande | – | Frankreich | 3:0 |
| Niederlande | – | Norwegen   | 3:0 |
| Frankreich  | – | Norwegen   | 3:0 |

#### Gruppe D
| Rang | Land       | Sp. | S | N | Sp.-Diff. | Punkte |
| ---- | ---------- | --- | - | - | --------- | ------ |
| 1    | Australien | 4   | 4 | 0 | 12:0      | 8      |
| 2    | Schottland | 4   | 3 | 1 | 7:5       | 6      |
| 3    | Irland     | 4   | 2 | 2 | 6:6       | 4      |
| 4    | Simbabwe   | 4   | 1 | 3 | 5:7       | 2      |
| 5    | Monaco     | 4   | 0 | 4 | 0:12      | 0      |

| Australien | – | Schottland | 3:0 |
| Australien | – | Irland     | 3:0 |
| Australien | – | Simbabwe   | 3:0 |
| Australien | – | Monaco     | 3:0 |
| Schottland | – | Irland     | 2:1 |

| Schottland | – | Simbabwe | 2:1 |
| Schottland | – | Monaco   | 3:0 |
| Irland     | – | Simbabwe | 2:1 |
| Irland     | – | Monaco   | 3:0 |
| Simbabwe   | – | Monaco   | 3:0 |

### Hauptrunde

#### Gruppe A
| Rang | Land       | Sp. | S | N | Sp.-Diff. | Punkte |
| ---- | ---------- | --- | - | - | --------- | ------ |
| 1    | Pakistan   | 3   | 3 | 0 | 9:0       | 6      |
| 2    | Ägypten    | 3   | 2 | 1 | 6:3       | 4      |
| 3    | Schweden   | 3   | 1 | 2 | 3:6       | 2      |
| 4    | Schottland | 3   | 0 | 3 | 0:9       | 0      |

| Pakistan | – | Ägypten    | 3:0 |
| Pakistan | – | Schweden   | 3:0 |
| Pakistan | – | Schottland | 3:0 |
| Ägypten  | – | Schweden   | 3:0 |
| Ägypten  | – | Schottland | 3:0 |
| Schweden | – | Schottland | 3:0 |

#### Gruppe B
| Rang | Land               | Sp. | S | N | Sp.-Diff. | Punkte |
| ---- | ------------------ | --- | - | - | --------- | ------ |
| 1    | Australien         | 3   | 3 | 0 | 7:2       | 6      |
| 2    | England            | 3   | 2 | 1 | 6:3       | 4      |
| 3    | Neuseeland         | 3   | 1 | 2 | 5:4       | 2      |
| 4    | Vereinigte Staaten | 3   | 0 | 3 | 0:9       | 0      |

| Australien | – | England            | 2:1 |
| Australien | – | Neuseeland         | 2:1 |
| Australien | – | Vereinigte Staaten | 3:0 |
| England    | – | Neuseeland         | 2:1 |
| England    | – | Vereinigte Staaten | 3:0 |
| Neuseeland | – | Vereinigte Staaten | 3:0 |

### Finale
| Pakistan                                     | Finale | Australien                                               |
| -------------------------------------------- | --- | -------------------------------------------------------- |
| Team Jahangir Khan Qamar Zaman Maqsood Ahmed | Datum: 3. Oktober 1981 Ort: Stockholm \| Jahangir Khan \| 9:0, 7:4 \| Steve Bowditch \| \| Qamar Zaman \| 7:9, 0:9, 9:5, 9:0, 9:2 \| Glen Brumby \| \| Maqsood Ahmed \| 9:3, 9:7, 9:1 \| Greg Pollard \| Resultat: 3:0 | Team Steve Bowditch Glen Brumby Greg Pollard Ross Thorne |
| Jahangir Khan                                | 9:0, 7:4 | Steve Bowditch                                           |
| Qamar Zaman                                  | 7:9, 0:9, 9:5, 9:0, 9:2 | Glen Brumby                                              |
| Maqsood Ahmed                                | 9:3, 9:7, 9:1 | Greg Pollard                                             |

## Abschlussplatzierungen
| Rang | Mannschaft         |
| 01.  | Pakistan           |
| 02.  | Australien         |
| 03.  | Ägypten            |
| 04.  | England            |
| 05.  | Neuseeland         |
| 06.  | Schweden           |
| 07.  | Vereinigte Staaten |
| 08.  | Schottland         |

| Rang | Mannschaft     |
| 09.  | Kanada         |
| 10.  | Finnland       |
| 11.  | Simbabwe       |
| 12.  | Singapur       |
| 13.  | Irland         |
| 14.  | Nigeria        |
| 15.  | Niederlande    |
| 16.  | BR Deutschland |

| Rang | Mannschaft |
| 17.  | Frankreich |
| 18.  | Kuwait     |
| 19.  | Norwegen   |
| 20.  | Monaco     |